# Pilea longicaulis
Pilea longicaulis är en nässelväxtart som beskrevs av Hand.-mazz.. Pilea longicaulis ingår i släktet pileor, och familjen nässelväxter.

## Underarter
Arten delas in i följande underarter:
- P. l. erosa
- P. l. flaviflora

## Bildgalleri

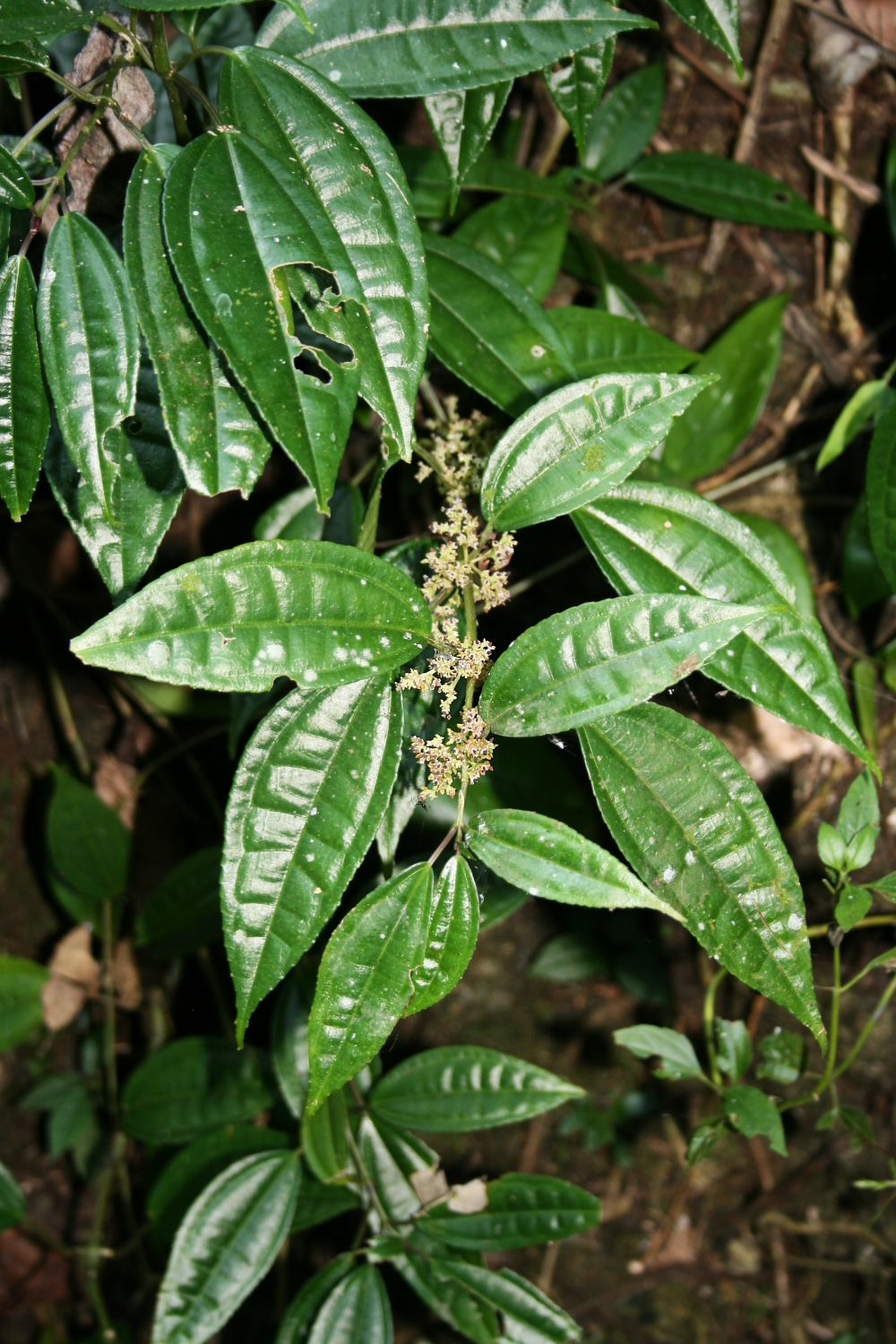
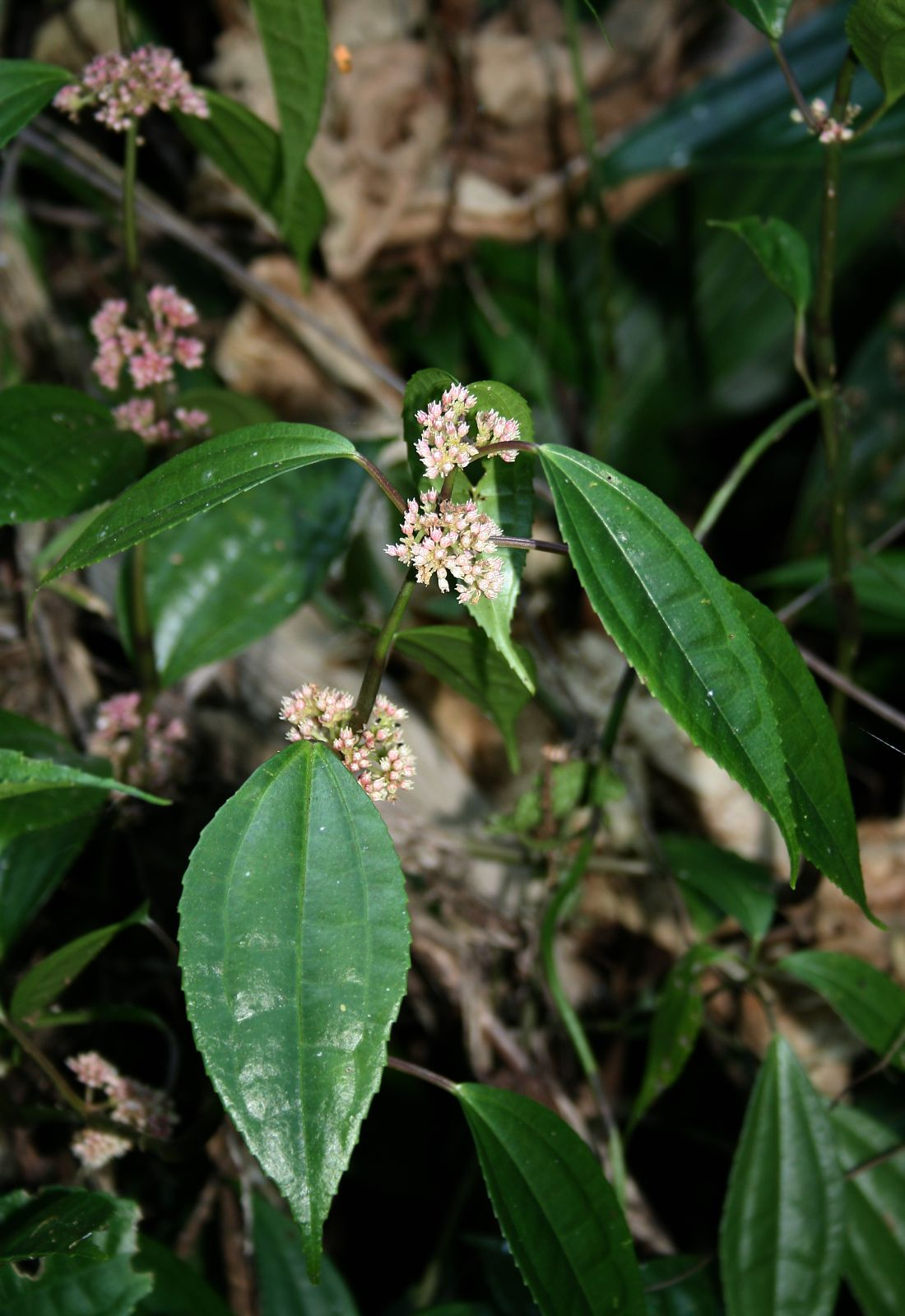
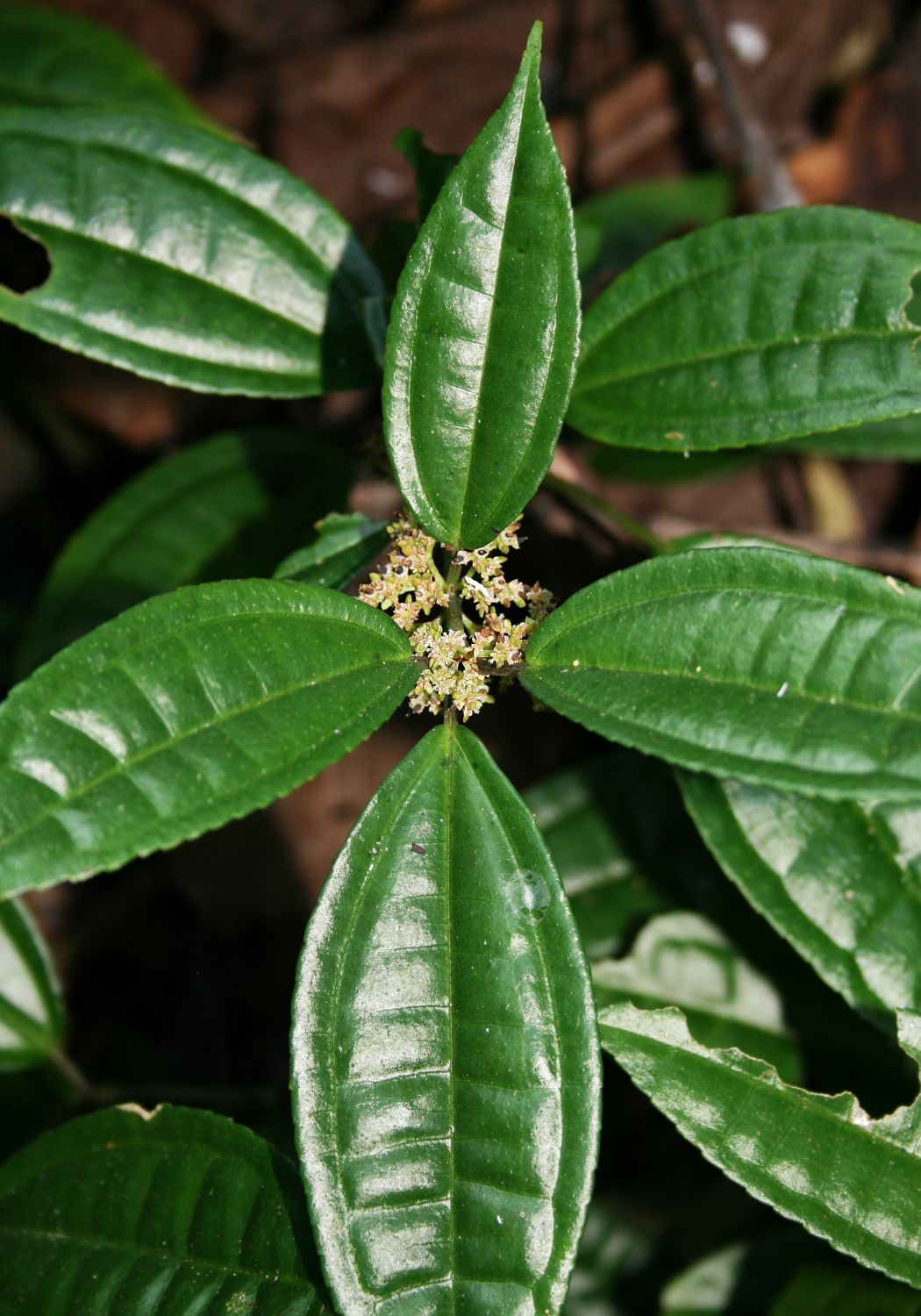
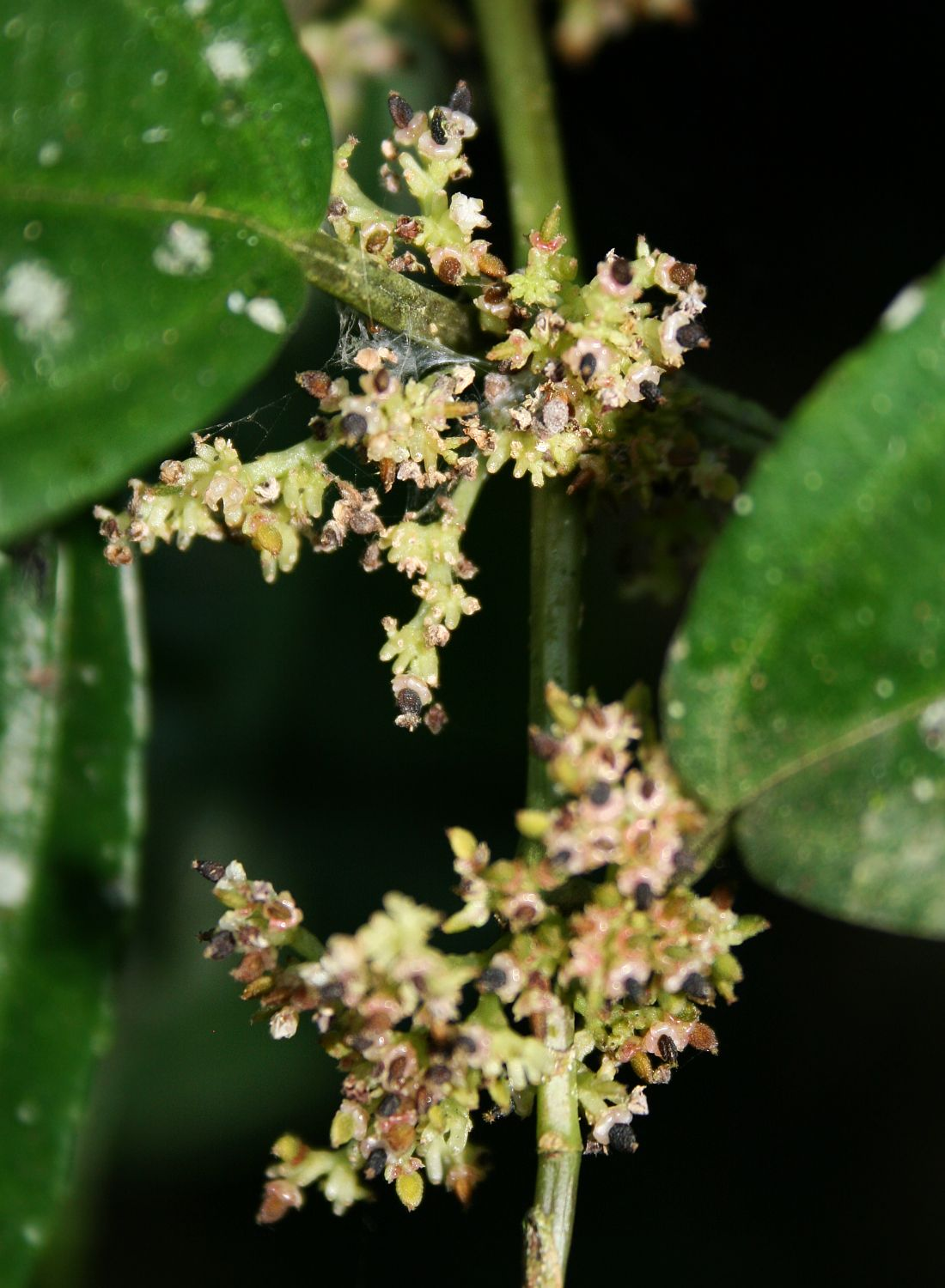